# 鉢須祐子
鉢須 祐子（はちす ゆうこ、1982年 - ）は、日本のファイナンシャル・プランナー、実業家。A&Dライフプランニング代表。

## 人物
日本女子大学在学中は人間社会学部現代社会学科に在籍。大学卒業後は三菱証券にて個人向け営業を担当し、在職中にUFJつばさ証券と合併し三菱UFJ証券に。
その後お客様サイドの資産運用のコンサルティングをすべく独立系FP事務所に所属。個人・法人向けセミナーの企画・講師や個人の資産形成相談業務などを担当した。2009年1月に独立し、ライフプランニングを設立。日本では数少ない、独立系の20代女性ファイナンシャルプランナーの視点から、様々な金融知識啓蒙活動を行っている。現在、A&Dライフプランニング代表。

## 学歴
- 2005年 日本女子大学人間社会学部現代社会学科 卒業

## 職歴
- 2005年 三菱証券（株）（現 三菱UFJ証券（株））入社
- 2006年 （株）新生銀行 入行
- 2009年 A&Dライフプランニング設立、代表に就任

## 執筆
- ボルテージ 携帯サイト「節約上手★愛され上手」
- プラスルミノ「大人のマネーレッスン」

## 取材掲載
- 文藝春秋編 日本の論点Plus 今週のキーワード「改正貸金業法」

## セミナー
- 日本貸金業協会 「多重債務者に対するカウンセリング・相談業務の実務」（協力＆コーディネーター）
- 株式会社パソナ 「倶楽部PASONA表参道 キャリア&マネー講座」
- （株）新生銀行 新入行員向け研修 ゲストトーク
- 日本女子大学 就職活動セミナー 講演
- 産経学園 講習会